# Гаргулья (христианство)
Гаргулья, или Гаргуйль (фр. Gargouille), появляется как имя собственное в локальном мифе о святом Романе, епископе Руана (VII век), задолго до возникновения строительного термина. Согласно легенде, святой молитвой укротил обитавшее в низовьях Сены чудовище, называвшееся Gargouille.

## Этимология
Имя Gargouille возникло по той же модели, что и строительный термин — от глагола gargouiller со значением булькать, ворчать, бормотать, болтать, подобно именам других чудовищ локальных городских мифологий Франции, является не более чем насмешливым прозвищем, которое можно было бы перевести как «Брызгунья» или «Полоскунья», ср: Grand’ Gueule (или Grand’ Goule) из Пуатье означает всего лишь «Большая пасть» (см. gueule), Graoully (иначе Graouli, Graouilly, Graouilli, Graully) из Меца возводится к нем. graulich — «страшный, ужасный», Chair Salée из Труа значит «Солонина». Руанская Gargouille тем более не одинока, что можно найти тварей с именами Gargelle, Garagoule (эта её тёзка обитала в Провансе) — всё от той же «глотки». Интересно, что по этой же модели Рабле составил имена своих Грангузье, Гаргамели и Гаргантюа. Обращает на себя внимание назойливая аллитерация большинства этих имён, варьирующих одно и то же созвучие.
Весь этот спектр имён позволяет говорить о наличии некоей общей модели фамильярного именования фольклорных чудовищ раннего французского средневековья — модели, которая могла быть воспроизведена и при появлении столетия спустя архитектурного термина. Говорить же о прямой преемственности названия инженерной детали руанской La Gargouille не позволяет ни локализация мифа, ни сам способ, по которому образовано имя персонажа — имя, в котором отчётливо прослеживается его генезис — тот же самый, что и у термина «гаргуйль».